# Atentado de Nova York em 2017
Em 31 de outubro de 2017, Sayfullo Habibullaevich Saipov, um uzbeque de 29 anos, jogou uma caminhonete alugada contra ciclistas e corredores por cerca de 1,6 km da ciclovia do Parque do Rio Hudson, em Lower Manhattan, Nova York, Estados Unidos.
O ataque com veículo matou oito pessoas (cinco argentinos, dois estadunidenses e uma belga) e feriu outras 12 pessoas. Depois de bater a caminhonete em um ônibus escolar, o motorista saiu, aparentemente empunhando duas armas (mais tarde descobriu-se que era uma paintball e uma arma de ar comprimido). Ele foi baleado no abdômen por um policial e foi preso em seguida. Uma bandeira e um documento indicando lealdade ao grupo terrorista do Estado Islâmico do Iraque e do Levante (ISIL) foram encontrados no caminhão.
O FBI acusou Saipov, que havia imigrado para os Estados Unidos do Uzbequistão em 2010, com múltiplas acusações, como assassinato, destruição de um veículo a motor e apoio material para uma organização terrorista.